# Grande Rocheuse
Die Grande Rocheuse ist ein 4102 m hoher Gipfel im Massiv der Aiguille Verte im französischen Teil der Mont-Blanc-Gruppe. Er hat eine Schartenhöhe von 52 Metern und eine Dominanz von 0,3 Kilometern zur Aiguille Verte. Zum ersten Mal bestiegen wurde der Gipfel am 17. September 1865 durch Robert Fowler, Michel Ducroz und Michel Balmat.
Bewertet werden die Gesamt-Schwierigkeiten heute mit Ziemlich schwierig (ZS) und beim Klettern mit III.